# Зубатово
Зубатово — деревня в Новосокольническом районе Псковской области России. Входит в состав Маевской волости.

## География
Деревня Зубатово расположена на высоте 242 м над уровнем моря.

## Население
| 2001 | 2002 | 2010 |
| ---- | ---- | ---- |
| 48   | ↗51  | ↘37  |

Численность населения деревни по оценке на начало 2001 года составляла 48 человек.

## История
С 1995 до 2015 года деревня входила в состав ныне упразднённой Руновской волости.